# Cisalpino

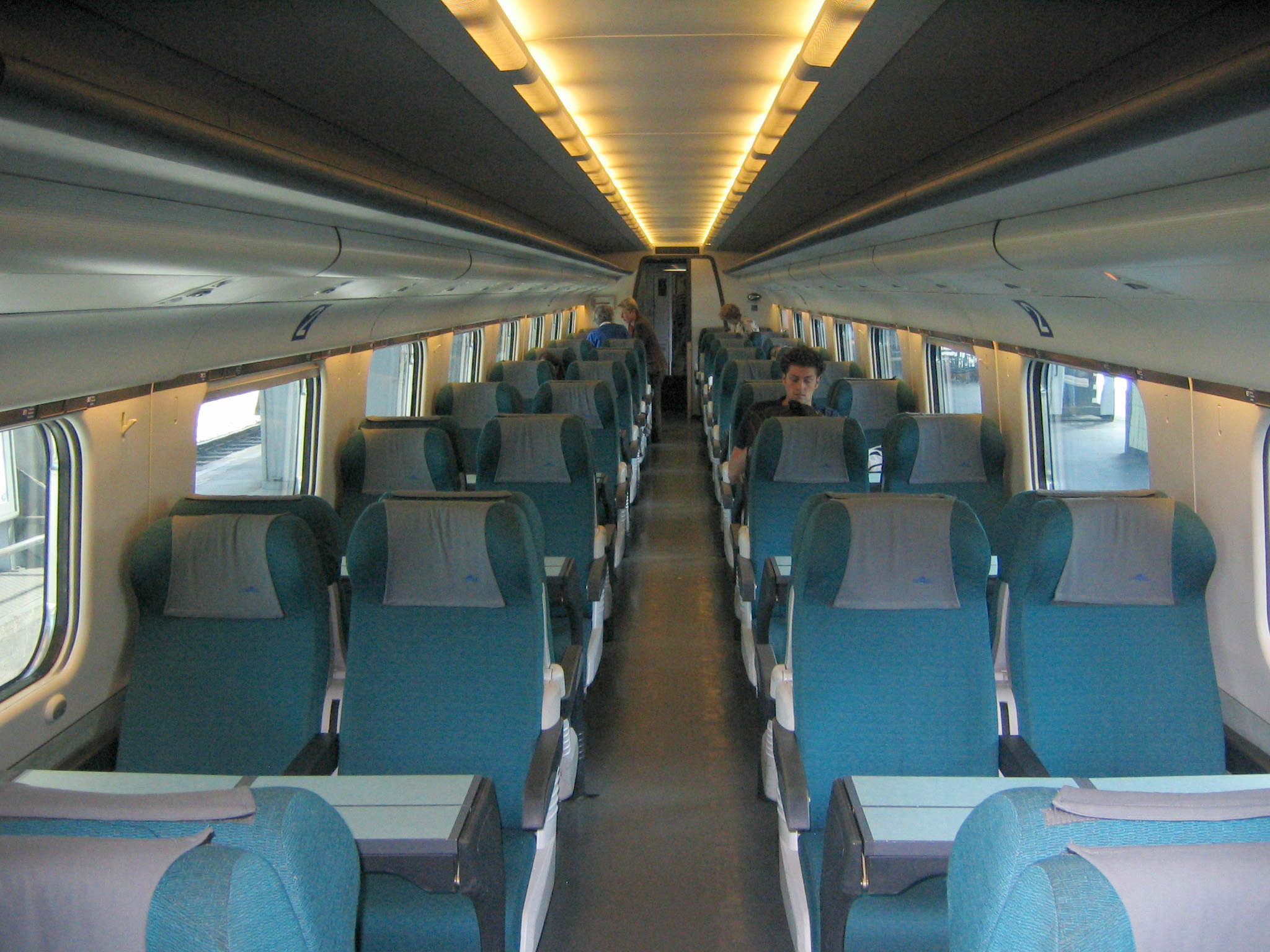
Másodosztályú kocsi belülről

A Cisalpino AG egy svájci-olasz magán vasúttársaság volt, amelynek járatai Bázel, Genova, Zürich, Milánó, Velence és Firenze között közlekedtek.

## Útvonalak
A Cisalpino összeköttetést teremtett a svájci Alpokban három ország nagyvárosai között, az alábbi útvonalakon:
- Schaffhausen-Zürich-Milánó
- Firenze-Milánó-Zürich
- Genova-Milánó-Velence
- Zürich-Milánó-Genova-Livorno
- Firenze-Milánó-Genova
- Milánó-Bern-Bázel
- Zürich-Milánó-Trieszt

## Története
A cég az SBB és a Trenitalia közös tulajdona volt, központja a svájci Muri bei Bern volt. A két vasút 50-50 százalékos részesedéssel 1993-ban közösen alapították a vállalatot, de úgy találták, növekvő nehézségekbe ütközik az üzem szabványoknak megfelelő fenntartása, és pontosságának biztosítása, megállapodásuk keretei között. A Cisalpino 2009. december 13-án szüntette be működését, amikor az SBB és a Trenitalia függetlenül egymástól megkezdte üzemeltetési feladatait, mindegyik vasút felelős a vonatok határig történő továbbításáért. A Cisalpino személyzetének a fele az SBB-hez, míg a másik része a Trenitaliahoz került. A Cisalpino eredeti járműállományából a kilenc db, kilenc kocsis ETR 470 Pendolino ívbe bebillenő vonatból 5 db a Trenitaliahoz, míg négy az SBB-hez került. A Cisalpino új járműveit a 14 db ETR 610 Pendolino vonatokat egyenlő mértékben osztotta meg maguk között a két vasút.

## Lásd még
- Intercity Express
- TGV